# ジャン・マリー・ドングー
ジャン・マリー・ドングー・ツァファク（Jean Marie Dongou Tsafack, 1995年4月20日 - ）は、カメルーン・ドゥアラ出身のサッカー選手。ポジションはフォワード。

## 来歴
ドゥアラに生まれ、2008年にサミュエル・エトオ財団を通して13歳でFCバルセロナに入団。16歳だった2012年1月28日、BチームのFCバルセロナBにて、SDウエスカ戦の85分からロドリに代わって途中出場し、セグンダ・ディビシオンに初出場した。5月15日のCDアルコヤーノ戦では初ゴールを記録し、ホームでの2-1の勝利に貢献した。2013年のプレシーズンではトップチームにて初出場し、7-0で勝利したヴォレレンガ・フォトバル戦で2得点をあげた。
バルセロナでの公式戦デビューは2013年12月6日のコパ・デル・レイのラウンド32、FCカルタヘナ戦。ドングーはアレクシス・サンチェスに代わって12分間プレーし、4-1で勝利したその試合において4点目を記録した。それから5日後に開かれたUEFAチャンピオンズリーグのグループステージ戦・セルティックFCにて、同大会に初出場。ドングーは9分間出場し、チームは6-1で勝利した。翌年1月19日mpレバンテUD戦にて、再びベンチから途中出場という形でラ・リーガ初出場。チームは1-1で引き分けた。
2016年1月22日、セグンダ・ディビシオンのレアル・サラゴサと18ヶ月間の契約を結ぶ。2017年8月23日、同リーグのジムナスティック・タラゴナに4年契約で加入。
2018年7月10日、ドングーはナスティックとの契約を解除した後、セグンダ・ディビシオンのCDルーゴに2年契約で加入した。翌年1月30日、セグンダ・ディビシオンBのリェイダ・エスポルティウと、昇格した場合には完全移籍のオプション付帯で同シーズン終了までのローン移籍に契約した。
2019年8月8日にルーゴとの契約を満了。2020年2月、フィンランド・ヴェイッカウスリーガのFCホンカに加入。
サモラCFに短い間在籍した後2022年9月24日にギリシャ・スーパーリーグ2のアナゲンニシ・カルディツァFCに移籍した。
2023年4月29日、J3リーグのFC大阪への完全移籍加入が発表された。同年8月17日、双方合意の上で契約を解除した。

## 私生活
ドングーはスペインの帰化市民である。

## 個人成績
| 国内大会個人成績 | 国内大会個人成績 | 国内大会個人成績 | 国内大会個人成績 | 国内大会個人成績 | 国内大会個人成績 | 国内大会個人成績 | 国内大会個人成績 | 国内大会個人成績 | 国内大会個人成績 | 国内大会個人成績 | 国内大会個人成績 |
| 年度             | クラブ           | 背番号           | リーグ           | リーグ戦         | リーグ戦         | リーグ杯         | リーグ杯         | オープン杯       | オープン杯       | 期間通算         | 期間通算         |
| 年度             | クラブ           | 背番号           | リーグ           | 出場             | 得点             | 出場             | 得点             | 出場             | 得点             | 出場             | 得点             |
| フィンランド     | フィンランド     | フィンランド     | フィンランド     | リーグ戦         | リーグ戦         | リーグ杯         | リーグ杯         | オープン杯       | オープン杯       | 期間通算         | 期間通算         |
| ---------------- | ---------------- | ---------------- | ---------------- | ---------------- | ---------------- | ---------------- | ---------------- | ---------------- | ---------------- | ---------------- | ---------------- |
| 2020             | ホンカ           | 9                | ヴェイッカウス   | 13               | 7                | -                | -                | 3                | 0                | 16               | 7                |
| 2021             | ホンカ           | 9                | ヴェイッカウス   | 13               | 3                | -                | -                | 3                | 0                | 16               | 3                |
| スペイン         | スペイン         | スペイン         | スペイン         | リーグ戦         | リーグ戦         | 国王杯           | 国王杯           | オープン杯       | オープン杯       | 期間通算         | 期間通算         |
| 2021-22          | サモラ           | 9                | プリメーラRFEF   | 12               | 1                | -                | -                | -                | -                | 12               | 1                |
| ギリシャ         | ギリシャ         | ギリシャ         | ギリシャ         | リーグ戦         | リーグ戦         | リーグ杯         | リーグ杯         | エラーダス杯     | エラーダス杯     | 期間通算         | 期間通算         |
| 2022-23          | アナゲンニシ     | 9                | スーパーリーグ2  | 2                | 0                | -                | -                | 0                | 0                | 2                | 0                |
| 日本             | 日本             | 日本             | 日本             | リーグ戦         | リーグ戦         | リーグ杯         | リーグ杯         | 天皇杯           | 天皇杯           | 期間通算         | 期間通算         |
| 2023             | FC大阪           | 35               | J3               | 4                | 0                | -                | -                | -                | -                | 4                | 0                |
| 通算             | フィンランド     | フィンランド     | ヴェイッカウス   | 26               | 10               | -                | -                | 6                | 0                | 32               | 10               |
| 通算             | スペイン         | スペイン         | プリメーラRFEF   | 12               | 1                | -                | -                | -                | -                | 12               | 1                |
| 通算             | ギリシャ         | ギリシャ         | スーパーリーグ2  | 2                | 0                | -                | -                | 0                | 0                | 2                | 0                |
| 通算             | 日本             | 日本             | J3               | 4                | 0                | -                | -                | 0                | 0                | 4                | 0                |
| 総通算           | 総通算           | 総通算           | 総通算           | 44               | 11               | 0                | 0                | 6                | 0                | 50               | 11               |

## タイトル

### 個人
- NextGen シリーズ得点王 : 2012